# ソフィー・マルソーの愛人日記
『ソフィー・マルソーの愛人日記』（-あいじんにっき、原題：La Note bleue）は、1991年のフランス映画。
フレデリック・ショパンの半生を綴った映画で、ショパンとジョルジュ・サンドと、サンドの娘ソランジュの関係を中心に描く。ツルゲーネフやドラクロワ、アレクサンドル・デュマ・フィス、ポーリーヌ・ヴィアルドなども登場し、天才的な芸術家たちの才能に魅せられ、人生を翻弄されるソランジュの姿が描かれる。観念的で哲学的な台詞が多く、ポーランドの風土と歴史が背景にある。
日本では劇場未公開で、ソフィー・マルソーが出ているため彼女の名を冠にVHS発売された。後にDVD化もされている。
ヴィアルド役は、日本へもオペラ出演で何度か来日しているソプラノ（メゾソプラノ）歌手ノエミ・ナーデルマンで、劇中ヴィアルドのレパートリーを歌っている。

## 出演
- マリー＝フランス・ピジェ : ジョルジュ・サンド
- ヤヌーシュ・オレイニチャク : フレデリック・ショパン
- ソフィー・マルソー : ジョルジュの娘ソランジュ・サンド
- フェオドル・アトキーヌ : ウジェーヌ・ドラクロワ
- オレリアン・ルコワン : オーギュスト
- ブノワ・ル・ペック : ジョルジュの息子モーリス・サンド
- レジェプ・ミトロヴィスタ : アレクサンドル・デュマ・フィス
- セルジュ・レンコ : イワン・ツルゲーネフ
- ベネディクト・ロワイエン : リーヌ
- ノエミ・ナーデルマン（ドイツ語版） : ポリーヌ・ヴィアルド

## スタッフ
- 監督・脚本：アンジェイ・ズラウスキー
- 製作：マリー＝ロール・レール
- 撮影：アンジェイ・ヤロシェヴィッキ